# Diákov (Adiguesia)
Diákov (del ruso: Дьяков) es un jútor del raión de Maikop en la república de Adiguesia de Rusia. Está a orillas del río Giagá, 17 km al norte de Tulski 7 km al nordeste de Maikop, la capital de la república, y pertenece al municipio Kírovskoye.